# Bacchisa chinensis
Bacchisa chinensis är en skalbaggsart som beskrevs av Stefan von Breuning 1948. Bacchisa chinensis ingår i släktet Bacchisa och familjen långhorningar. Inga underarter finns listade.